# Ludvig Wimmer

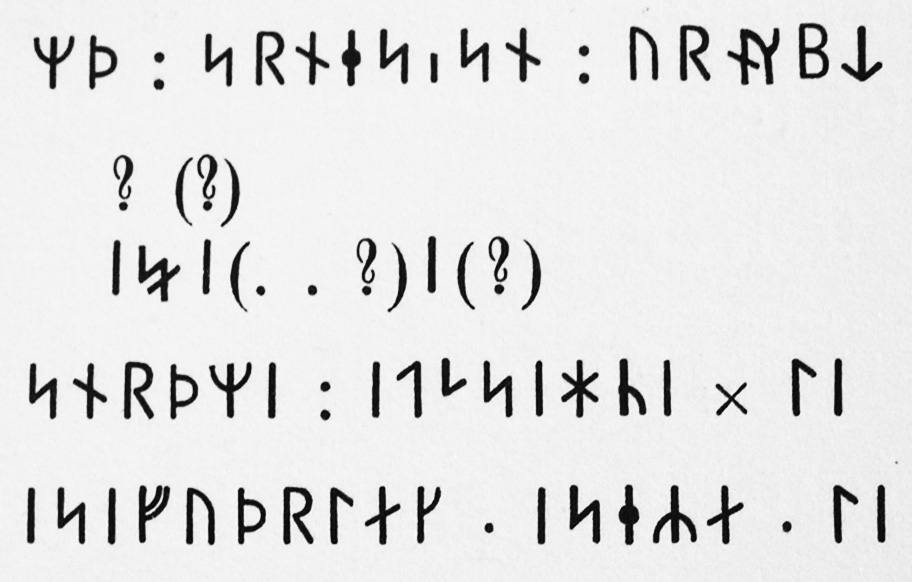
Részlet Wimmer rúnaírásról szóló egyik könyvéből

Ludvig Wimmer (Bingkjöbing (Jütland), 1839. február 7. - Koppenhága, 1920. április 29.) dán filológus, egyetemi tanár.

## Életpályája
1876-ban az északi germán filológia tanárává nevezték ki a koppenhágai egyetemre. Legnagyobb érdemeket a rúnaírás eredetének kiderítése és az ilyen írásban írt emlékek kiadása és magyarázata terén szerzett.

## Művei
- Euneskriftens oprindelse og udvikling i norden (A rúnaírás eredete és kifejlődése Skandináviában. Koppenhága 1874.), című műve (németre lefordította Holthausen, Berlin, 1887).
- Hatalmas szöveggyűjteménye: De danske runemindosmaerker (Koppenhága 1895, 4 kötet).
- Sokáig használt egyetemi tankönyvei: Oldnordisk Pormlaere (Koppenhága 1897) és Oldnordisk Laesebog (1903).